# Ист Даблин (Џорџија)
Ист Даблин (Џорџија) (енгл. East Dublin) град је у америчкој савезној држави Џорџија. По попису становништва из 2010. у њему је живело 2.441 становника.

## Демографија
Према попису становништва из 2010. у граду је живело 2.441 становника, што је 43 (1,7%) становника мање него 2000. године.
| Група             | 2000.         | 2010.         |
| Белци             | 1.363 (54,9%) | 1.046 (42,9%) |
| Афроамериканци    | 1.049 (42,2%) | 1.312 (53,7%) |
| Азијати           | 6 (0,2%)      | 5 (0,2%)      |
| Хиспаноамериканци | 47 (1,9%)     | 48 (2,0%)     |
| Укупно            | 2.484         | 2.441         |